# Huperzia herteriana
Huperzia herteriana là một loài thực vật có mạch trong Họ Thạch tùng. Loài này được (Kümmerle) T. Sen & U. Sen mô tả khoa học đầu tiên năm 1978.